# اسکار ولدمان
اسکار ولدمان (استونیایی: Oskar Veldeman; ۸ دسامبر ۱۹۱۲ – ۲۴ دسامبر ۱۹۴۲) روزنامه‌نگار، کاریکاتوریست و اسکی‌باز پرش بود.